# Antony Matkovich
Antony Matkovich (n. 12 iunie 1977, Perth, Australia de Vest, Australia) este un înotător ce a reprezentat Australia, medaliat olimpic. A participat la o ediție a Jocurilor Olimpice (2004) în care a câștigat două medalii de argint.